# Голіаф

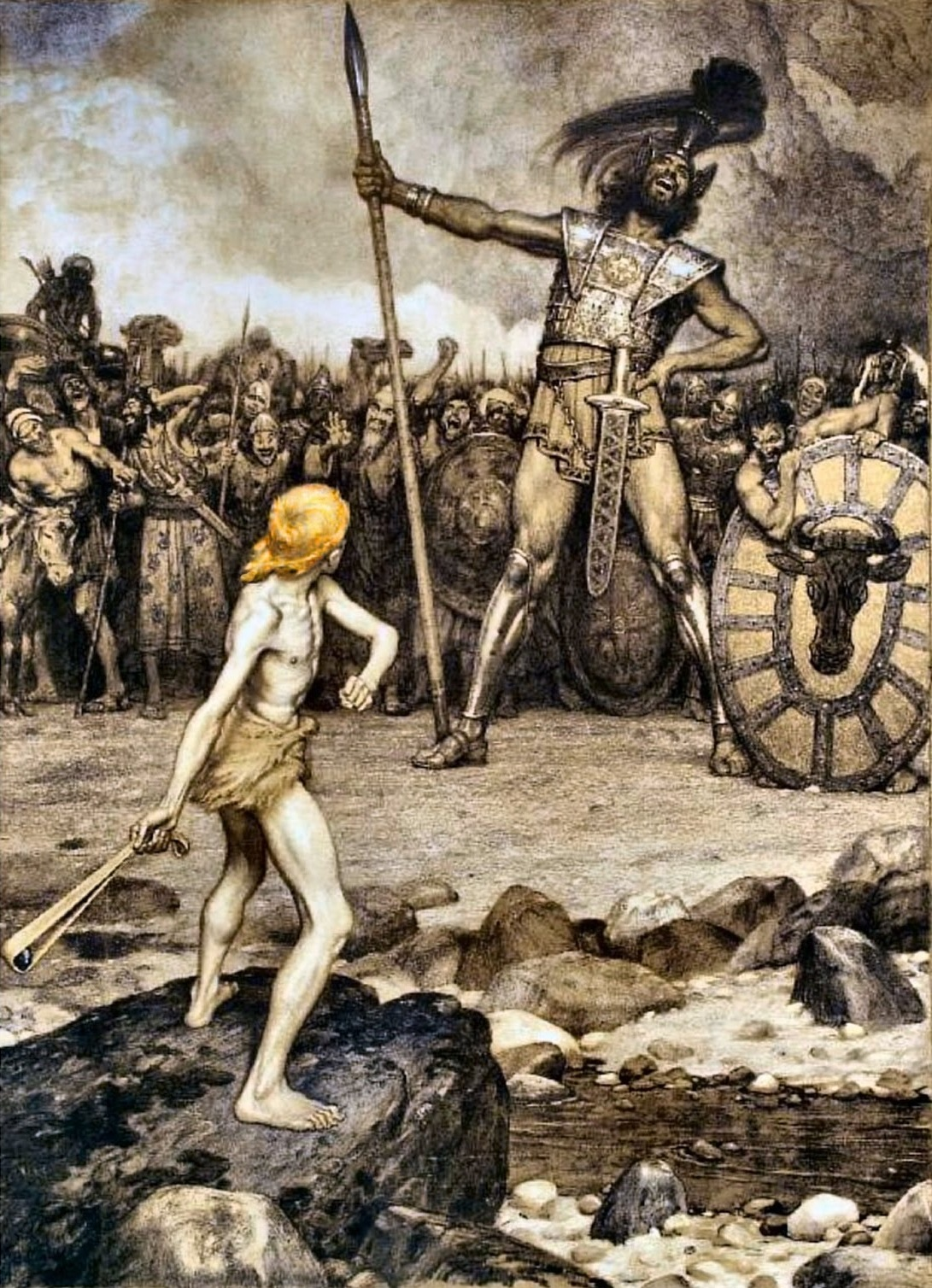
«Давид і Голіаф», кольорова гравюра Осмара Шиндлера, бл. 1888 р.

Голіа́ф, Ґолія́т (у перекладі Огієнка), Голія́т (у перекладі Хоменка; івр. גלית) — філістимлянський воїн у Старому Заповіті. Молодий Давид, майбутній цар Юдеї та Ізраїлю, перемагає Голіафа в поєдинку за допомогою пращі, а потім відрубує його голову (1 Сам. 17:49-51). Перемогою Давида над Голіафом почався наступ ізраїльських та юдейських військ, які вигнали зі своєї землі філістимлян (1 Сам. 17:52-51).

## У Старому Заповіті

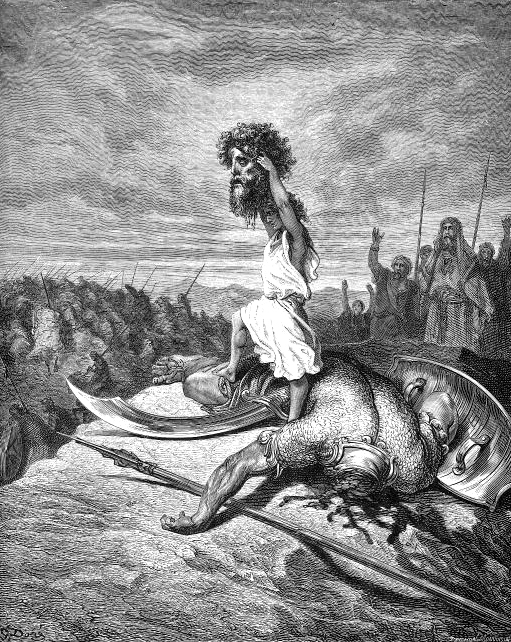
Давид тримає голову Голіафа. Гравюра Гюстава Доре, 1860-і рр.

Голіаф був надзвичайно сильним воїном величезного зросту, філістимлянином, уродженцем міста Ґат. Він 40 днів закликав ізраїльтян виставити проти нього на двобій воїна, щоб не вдаватися до великої війни. За результатом, або ізраїльтяни мусили б скоритися філістимлянам, або навпаки. Цар Саул, який мав би прийняти виклик, боявся виступити проти велетня.
Тоді жив юний пастух Давид, син Єссея. Його брати вже служили у війську царя і Давид носив їм їжу. Давид поцікавився що чекає того, хто переможе Голіафа й довідався, що цар видасть за нього заміж свою дочку, а дім батька звільнить від податків і повинностей. Давидів брат Еліав став сварити Давида, кажучи, що той хоче тільки подивитися на битву. Про це довідався Саул і наказав привести Давида до себе. Давид сказав, що вийде на бій проти Голіафа, бо захищаючи свою отару від левів і ведмедів, уже знав, що сильніший не завжди перемагає. Саул пропонував Давиду свої обладунки та зброю, але вони були заважкі для юнака. Давид узяв лише палицю, пращу та п'ять каменів зі струмка.
Хоча Голіаф був одягнений у мідну броню та озброєний залізним списом, Давид не побоявся його та у відповідь на глузування суперника відповів, що покладається на Бога. Давид кинув камінь із пращі, він поцілив Голіафу в лоб і вбив. Потім Давид відрубав супернику голову і філістимлянське військо втекло, переслідуване ізраїльтянами.
Обладунки Голіафа Давид лишив у своєму наметі, а голову відіслав до Єрусалима.

## У похідних текстах

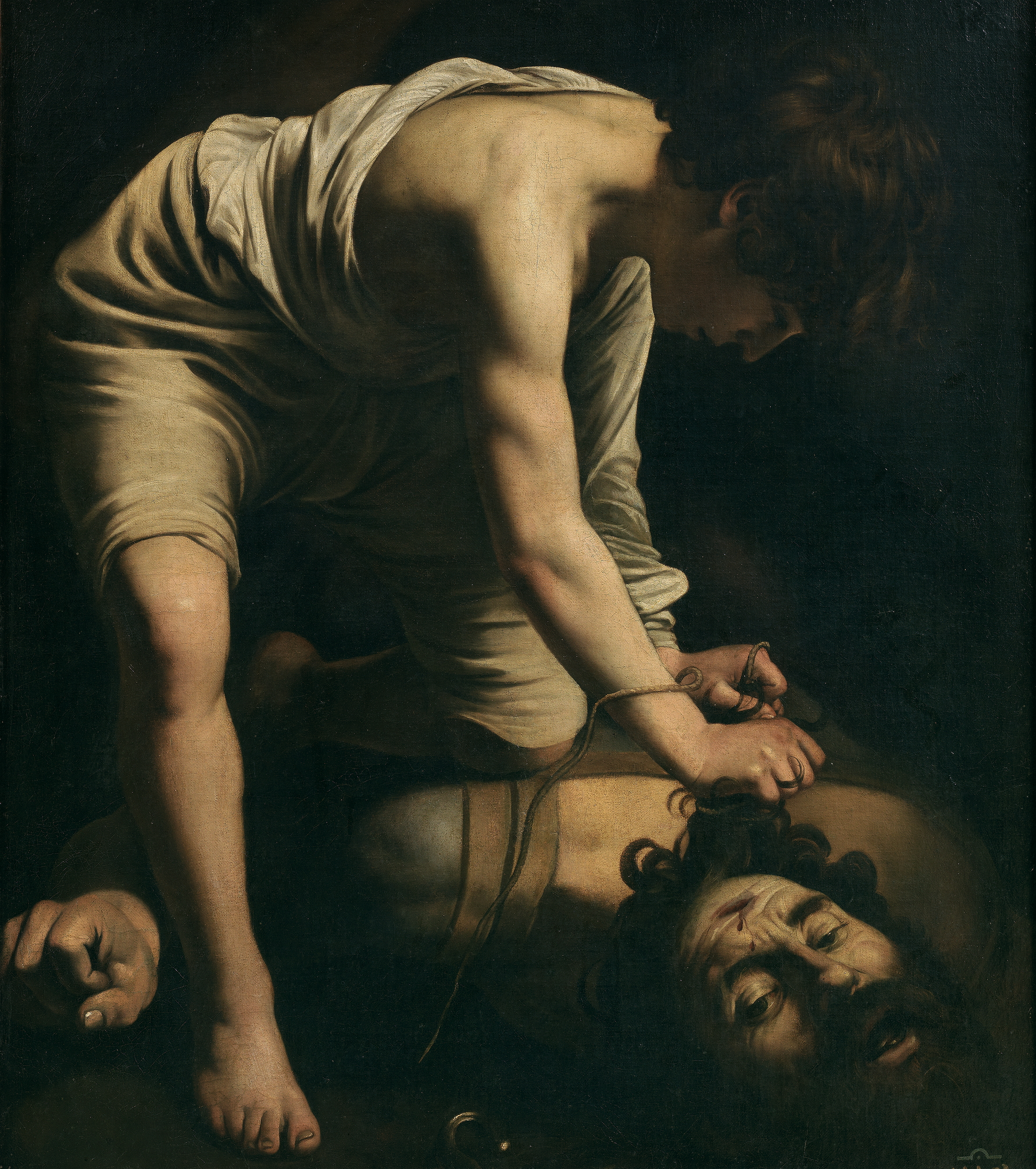
Караваджо, «Давид і Голіаф», 1600 р.

Талмуд підкреслює безбожність Голіафа: його вихваляння перед ізраїльтянами включали те, що він захопив Ковчег Заповіту та приніс його до храму Дагона. Голіаф кидав ізраїльтянам виклики до бою вранці та ввечері, щоб заважати їм молитися. За словами рабина Ханіни, його броня важила 60 тонн; 120 тонн — за словами рабина Абба бар Кахана. Після смерті Голіафа виявилося, що на його серці був образ Дагона.
Згідно з Вавилонським Талмудом (Сота 42b), Голіаф був сином Орпи, названої сестри Рут, прабабусі Давида. Рут Рабба, агадична та гомілетична інтерпретація Книги Рут, робить кровне споріднення Давида й Голіафа ще ближчим, вважаючи Орпу та Рут рідними сестрами. При цьому Орпа вела розпусний спосіб життя. Згідно з Єрусалимським Талмудом (Євамот 24b), Голіаф народився в результаті поліспермії і мав близько ста батьків.
У сувоях Мертвого моря історик I століття н. е. Йосип Флавій, як і основні септуагінти, вказують зріст Голіафа як «чотири лікті й п'ядь» або 2,06 метра, тоді як у Масоретському тексті йдеться про «шість ліктів і п'ядь», тобто 2,97 метра.
У книзі «Псевдо-Філон», написаній між 135 роком до н. е. і 70 роком н. е., Давид сказав переможеному Голіафу подивитися на свого вбивцю. Голіаф тоді побачив, що його вбив не камінь, а янгол.

## В ісламі
Голіаф згадується в розділі 2 Корану (2: 247—252), в розповіді про битву Давида і Саула проти філістимлян. У цій книзі він називається Джалут (جالوت). В Корані не згадується як саме Давид убив Голіафа.

## Фразеологізм
Ім'я Голіафа вживається на позначення надзвичайно сильної людини. Вислів «Давид і Голіаф» (частіше «Давид і Голіаф») часто слугує для вказівки на протистояння дуже різних за силою суперників; несподівану перемогу тих, хто вважалися приреченими на поразку.